# 米原幸佑
米原 幸佑（よねはら こうすけ、1986年3月13日 - ）は、日本の俳優、タレントである。吉本興業所属。RUN&GUNおよびココア男。、ヨースケコースケのメンバー。
大阪府出身。吉本興業所属。

## 来歴
2000年より、浅倉大介プロデュースのダンスユニットD.A.N.Kのメンバーとして活動を開始。
2001年、よみうりテレビのオーディション番組『スタパー!!』にて上山竜司、宮下雄也、永田彬と共にRUN&GUNを結成。同年7月4日、シングル『LAY-UP!!』でCDデビュー。
2003年5月に映画『ROUTE58』で初主演をつとめる。
2009年には望月佑名義で小説『今夜ウォッカが滴る肉体』を出版。
2010年4月14日には、シングル『甘い罠 苦い嘘、、、』でココア男。としてもCDデビューし、2015年1月28日には、アルバム『IT'S MY WORLD』でシンガーソングライター・サカノウエヨースケとのユニットヨースケコースケとしてもCDデビュー。
現在は俳優業を主とし、テレビ・映画・舞台を中心に活動中。

## 人物
- 元ココア男。のドラム担当。
- 趣味は、読書・ギター・ゲーム・ランニング。
- 特技は、バドミントン。
- 愛称は、「こうちゃん」。

## 出演

### テレビ

#### ドラマ
- 水曜プレミア 世界最恐JホラーSP 日本のこわい夜 くも女（2004年9月22日、TBS）
- ブスの瞳に恋してる（2006年4月 - 6月・12月、フジテレビ） - 吉田幸佑 役
- ヘレンときよしの物語（2006年8月29日、日本テレビ） - 田中 役
- 山おんな壁おんな（2007年7月 - 9月、フジテレビ） - 森田吾郎 役
- ヘヴンズ・ロック 〜Heaven's Rock〜（2010年7月 - 9月、関西テレビ） - ユウサク 役
- 闇金ウシジマくん 最終話（2010年12月14日、毎日放送） - スグル 役
- 新・ミナミの帝王（2013年1月5日、関西テレビ） - 長谷川 役
- 水曜ミステリー9（テレビ東京）
  - 「浅草下町通交番 子連れ巡査の捜査日誌1」（2013年7月24日） - 加地拓 役
  - 「浅草下町通交番 子連れ巡査の捜査日誌2」（2014年6月4日） - 加地拓 役
- でも、結婚したいっ!〜BL漫画家のこじらせ婚活記〜（2017年4月4日、フジテレビ）- 安部龍彦 役
- Club SLAZY Extra invitation ～Malachite～（2017年10月 - 2018年3月、TOKYO MX 1）[3]- クールビー 役
- 最後の晩ごはん（2018年1月 - 3月、BSジャパン） - 里中李英 役
- 京阪沿線物語〜古民家民泊きずな屋へようこそ 第3話（2021年1月24日、 テレビ大阪） - 携帯ショップ店員 役

#### 音楽番組
- AX MUSIC FACTORY（日本テレビ）
  - 2001年7月6日
  - 2001年8月2日
  - 2001年9月19日
  - 2001年12月13日
  - 2002年1月17日
  - 2002年1月31日
  - 2002年2月7日
  - 2002年2月14日
  - 2002年2月21日
  - 2002年2月28日
  - 2002年3月7日
  - 2002年3月14日
  - 2002年3月21日
- HEY!HEY!HEY!（2001年7月30日、2002年1月28日、フジテレビ）
- MelodiX!（テレビ東京）
  - 2001年8月7日
  - 2001年12月25日
  - 2002年7月12日
- 倫敦音楽館 Lon-mu（2001年12月11日、テレビ東京）
- saku saku（テレビ神奈川）
  - 2001年12月17日週
  - 2002年7月15日週
  - 2003年2月17日週
  - 2003年7月7日週
- AX MUSIC-TV（日本テレビ）
  - 2002年7月19日
  - 2002年12月6日
  - 2003年3月7日
  - 2003年5月30日
- ポップジャム（2003年3月1日、NHK）
- 音エモン（2010年9月24日、関西テレビ）
- ミュージャック（2010年11月5日、関西テレビ）
- 音エモン（2010年12月3日、関西テレビ）
- ハッピーMusic（2011年5月6日、日本テレビ）
- 音エモン（2011年5月13日、関西テレビ）
- マニアマニエラ（2011年5月18日、テレビ西日本）
- ミュージャック（2011年5月20日、関西テレビ）

#### その他テレビ番組
- スタパー!!（よみうりテレビ）
- ダンスアタック2003（CS★日テレ）
- バッテキ!（福岡放送）
- イキナリ!（札幌テレビ）
- 土曜ドカンッ!!（よみうりテレビ）
- ランガング（ABCテレビ）
- よしもと興業京都支社（2001年12月11日、京都放送）
- ASAYAN（テレビ東京）
  - 2001年12月23日
  - 2002年1月27日
  - 2002年3月3日
- プチドル（2002年、よみうりテレビ）
- フジリコ（2002年1月2日、日本テレビ）
- ダシヌキ!（2002年7月 - 2004年9月、東海テレビ）
- おはスタ（2002年9月 - 2008年3月、テレビ東京）
- 汐留スタイル!（日本テレビ）
  - 2003年5月22日
  - 2004年8月2日
  - 2005年3月4日
- ちちんぷいぷい（2005年1月21日・2005年2月25日、毎日放送）
- クリック!（2005年8月11日、日本テレビ）
- 〜ジョーデキ!POP COMPANY〜POP屋（2008年4月・5月、フジテレビ）
- みんなのうた 「グラスホッパーからの手紙〜忘れないで〜」（2009年、NHK）
- スパイスTV どーも☆キニナル!（2009年2月16日、フジテレビ）
- プレミアの巣窟（2009年2月17日、フジテレビ）
- イケメンデルの法則（関西テレビ）
  - 第1回 2009年4月9日
  - 第28回 2009年10月22日
  - 第42回 2010年2月11日
  - 第45回 2010年3月4日
  - 第48回 2010年3月25日
- あほやねん!すきやねん!（2010年3月29日 - 現在出演中、NHK大阪）
  - 2010年度：月曜レギュラー
  - 2011年度：火曜レギュラー
  - レギュラー日以外：2011年8月4日、2011年8月21日
- あっぷ&UP!（2010年9月17日、関西テレビ）
- 来る来るミラクル（2010年9月24日、CBC）
- St@ge（2010年10月17日、関西テレビ）
- あっぷ&UP!（2010年11月5日、関西テレビ）
- どっキング!!!（2010年11月9日、関西テレビ）
- ログ×メン -COCOAOTOKO。-（2011年4月 - 現在出演中、EXエンタテイメント〔30分ver.〕、ビクトリーチャンネル〔15分ver.〕）
- MOTEL 〜欲しがる男女のモテ学〜（2011年4月 - 6月、関西テレビ）
- キキミミ!（2011年7月1日、関西テレビ）
- ピーコ&兵動のピーチケパーチケ（2011年7月20日、関西テレビ）
- メンタメ〜Interview（2011年8月5日、Music Japan TV）
- PON!（2011年8月11日、日本テレビ）
- St@ge（2011年8月21日、関西テレビ）
- 加藤和樹 Men's Cafe Returns（2011年8月27日、Music Japan TV）
- 着信御礼!ケータイ大喜利（2011年11月5日、NHK）
- ピーコ&兵動のピーチケパーチケ（2011年12月14日、関西テレビ）
- St@ge（2011年12月18日、関西テレビ）
- ハピくるっ!（2011年12月22日、関西テレビ）
- うまいッ!（NHK)
- あにレコTV（2019年10月7日、テレビ東京）- ゲスト出演 ※ 舞台『銀河英雄伝説 Die Neue These ～第三章 嵐の前～』PR

#### CM
- コロプラ（2011年8月 - ）
  - 「コロニーな生活」編　その1
  - 「コロニーな生活」編　その2
  - 「キャリー・ストーリー」

#### 舞台
- Live Musical『SHOW BY ROCK!!』～THE FES Ⅱ-Thousand XVⅡ～／-深淵のCrossAmbivalence-（2018年8月24日、TBSチャンネル2）
- 舞台『銀河英雄伝説 Die Neue These』（2019年3月17日、CS衛星劇場）
- 舞台『銀河英雄伝説 Die Neue These～第二章 それぞれの星～』（2019年10月6日、CS衛星劇場）
- 舞台『「私のホストちゃん THE LAST LIVE in 豊洲PIT」～最後の同窓会もナメんなよ！～』（2020年3月15日、CSテレ朝チャンネル1）
- 舞台『銀河英雄伝説 Die Neue These ～第三章 嵐の前～』（2020年3月21日、CS衛星劇場）

### 映画
- ROUTE58（2003年、監督：倉持健一） - 主演 知念貴志 役[1]
- YOSHIMOTO DIRECTOR'S 100 〜100人が映画撮りました〜 夢だけが人生やない（2007年7月、監督：笑福亭松之助）
- 全然大丈夫（2008年1月、監督：藤田容介）
- デトロイト・メタル・シティ（2008年8月、監督：李闘士男）
- 湾岸ミッドナイト THE MOVIE（2009年9月、監督：室賀厚） - 高橋正輝 役
- ヒーローショー（2010年5月、監督：井筒和幸） - 香川勉 役
- のぼうの城（2012年11月、監督：犬童一心、樋口真嗣） - 権平 役
- R-18文学賞vol.1 自縄自縛の私（2013年2月、監督：竹中直人）- 桜井達也 役
- どうしても触れたくない（2014年5月、監督：天野千尋）- 主演 嶋俊亜紀 役
- ガチバン NEW GENERATIN（2015年1月、監督：元木隆史）
- 人狼処刑ゲーム ～たとえ君が狼でも僕は君を守る～（2015年3月、監督：ギヨーム・トーブロン）- 主演 新名悠一 役
- キリング・カリキュラム～人狼処刑ゲーム 序章～（2015年8月、監督：古厩智之）- 主演 新名悠一 役

### 舞台
- 吉本興業×激弾BKYU『アウト オブ デイト』（2004年）
- 劇団赤鬼 with RUN&GUN『Prisoner#5』（2004年11月26日 - 28日）
- 『RUN&GUN -再編- theater odyssey 05-06 大人のエンターテイメント』（2005年6月 - 2006年3月）
- 大阪府主催『オーサカヘブン』（2006年）
- ミュージカル『エア・ギア』
  - ミュージカル『エア・ギア』（東京：2007年1月7日 - 14日 / 大阪：1月19日 - 21日）  - ハムレット 役
  - ミュージカル『エア・ギア』 vs. BACCHUS Super Range Remix（2007年5月3日 - 8日） - ロミオ 役
  - ミュージカル『エア・ギア』 vs. BACCHUS Top Gear Remix（2010年4月9日 - 16日） - ハムレット 役
- RUN&GUN Stage『ブルーシーツ』（東京：2008年1月9日 - 20日 / 大阪：1月26日 - 27日）
- RUN&GUN Stage『YooSoRo!〜日本を変えたヤツらを変えたヤツら〜』（神戸：2008年10月17日 - 19日 / 東京：10月22日 - 26日）
- 『マグダラなマリア』
  - マリア・マグダレーナ来日公演『マグダラなマリア』〜マリアさんのMad(Apple)Tea Party〜（2008年11月12日 - 16日）
  - マリア・マグダレーナ来日公演『マグダラなマリア』〜マリアさんの夢は夜とかに開く!魔愚堕裸屋、ついに開店〜（大阪：2010年8月6日 - 8日 / 東京：8月12日 - 22日）
  - マリア・マグダレーナ来日公演『マグダラなマリア』〜マリアさんのMad(Apple)Tea Party(Reprise!)〜（東京：2011年5月25日 - 29日 / 兵庫：6月3日 - 5日）
  - マリア・マグダレーナ来日公演『マグダラなマリア』〜魔愚堕裸屋・恋のカラ騒ぎ〜（大阪：2011年10月8日 - 10日 / 東京：10月15日 - 23日）
  - マリア・マグダレーナ来日特別公演『マグダライブ!!』（2012年6月18日 - 20日、SHIBUYA-AX）
  - マリア・マグダレーナ来日特別公演『マグダライブ!!2013』（2013年6月29日 - 30日、SHIBUYA-AX）
- 舞台『DUST』（2009年1月14日 - 27日）
- 舞台『フルーツバスケット』（2009年2月26日 - 3月8日） - 草摩楽羅 役
- 舞台『新撰組異聞PEACE MAKER』（2009年5月6日 - 10日） - 北村鈴 役
- 京橋花月×劇団赤鬼『FAKE HEART（フェイク・ハート）』（2009年5月11日 - 26日）
- 舞台『恋人は透明人間』（2009年7月8日 - 12日）- 主演
- 『ありがとう！グラスホッパー』（2009年10月10日 - 11日）
- RUN&GUN Stage『僕等のチカラで世界があと何回救えたか』（東京：2010年2月17日 - 22日 / 大阪：2月25日 - 27日）
- THE RUN&GUN HORROR SHOW『バッカスの宴』（2011年2月2日 - 6日）
- 『MEN-tertainment』（東京：2011年6月15日 - 26日 / 大阪：9月17日 - 18日）
- 舞台『一騎当千』（2012年11月30日 - 12月9日）
- THE RUN&GUN Natale SHOW『バッカスの聖夜』（2011年12月14日 - 25日）
- 即興芝居イベント『Action Vol.3』（2012年4月20日）
- ソラリネ。♯3『ニンギョヒメ』（2012年5月16日 - 20日）
- 『Men-tertainment 2012スペシャルライブ』（2012年5月29日 - 30日）
- 劇団TEAM-ODAC第10回公演『浮遊するfitしない者達』（2012年7月26日 - 30日）
- MASH UP! vol.3（2012年9月1日 - 2日） ※2日のみ出演
- 『コーパス・クリスティ 聖骸』（2012年9月6日 - 17日）
- 朗読劇『しっぽのなかまたち』（2012年12月）
- 『黎明浪漫譚-れいめいロマンティック-』（2013年1月7日 - 12日、吉祥寺シアター）- 主演
- ミュージカル『熱帯男子』（2013年2月7日 - 17日、全労災ホール スペース・ゼロ）
- 『男子ing!!』（2013年3月8日 - 17日、俳優座劇場）- マサヒロ 役
- 『BOYS★TALK』（2013年6月、全労済ホール スペース・ゼロ） - ソウちゃん 役
- 『Santa Claus Con-Game』〜外伝プーダスの大冒険〜（2013年7月、池袋 あうるすぽっと） - トゥーリ 役
- 『Club SLAZY』（クラブスレイジー） - クールビー 役
  - 『Club SLAZY』[4] （2013年9月、新宿FACE）
  - 『Club SLAZY The 2nd invitation 〜Sapphire〜』（2013年12月、全労済ホール スペースゼロ）
  - 『LUV SLAZY』（2014年4月20日、duo MUSIC EXCHANGE）
  - 『Club SLAZY The 3rd invitation 〜Onyx〜』（2014年10月8日 - 13日、草月ホール） 主演
  - 『LUV SLAZY II』（2015年4月10日 - 11日、恵比寿LIQUIDROOM リキッドルーム)
  - 『CLUB SLAZY The 4th invitation 〜Topaz〜』（東京：2015年12月9日 - 20日、全労済ホール スペース・ゼロ / 大阪：12月25日  - 27日、ABCホール）
  - 『Club SLAZY The Final invitation 〜Garnet〜』（2016年12月7日 - 13日）
  - 『Club SLAZY SPECIAL LIVE 2016』（2016年12月29日 - 31日）
- 『ママと僕たち』
  - 『ママと僕たち 〜おべんきょイヤイヤBABYS〜』（2014年5月2日 - 11日、AiiA Theater Tokyo）
  - 『ママと僕たち 〜おべんきょイヤイヤBABYS〜』（2015年2月21日 - 3月1日、AiiA Theater Tokyo）
- 東京ジャンケンVol.3『コミック・ポテンシャル』（2014年7月2日 - 6日、赤坂RED/THEATER）- 主演 アダム 役
- キャットミント隊＃5『The Kaidan アルプス一万尺　Final」』（2014年7月30日 - 8月3日、シアターサンモール）
- エムキチビート 音劇『朱と煤 aka to kuro』（2014年11月、吉祥寺シアター） - 特別ゲスト出演
- ソラリネ。#15『ニンギョヒメ』（2014年11月26日 - 30日、相鉄本多劇場） - デプシ 役
- 『BOYS★TALK 第2弾』（2014年12月25日 - 28日、新宿FACE） - ソウちゃん 役
- VIVID CONTACT -The just-（2015年1月7日 - 11日、ザ・ポケット）
- キャットミント隊#6『アガルタの虹』（2015年1月30日、中目黒キンケロ・シアター） - ゲスト出演
- ハンサム落語
  - 『ハンサム落語 第五幕』（東京凱旋公演:2015年3月10日 - 15日、CBGKシブゲキ!!）
  - 『ハンサム落語　第六幕』（東京：2015年6月13日 - 21日、CBGK!!シブゲキ）
  - 『ハンサム落語 第十幕』（東京：2018年11月6日 - 13日、CBGKシブゲキ!! / 大阪：11月16日 - 18日、シアター朝日）※6、10、11、13、18日出演
  - 『ハンサム落語 2ndシーズン』（2019年7月20日 - 31日、赤坂RED/THEATER）※21日14時、24日15時・19時、28日14時・18時、30日15時のみ出演
- 劇団TEAM-ODAC 第16回本公演『MOON & DAY〜うちのタマ知りませんか?〜』（2015年5月2日 - 6日、全労済ホール スペース・ゼロ）
- WATARoomプロデュース『男が泣く理由、教えます「4649」』（2015年5月7日、テアトルBONBON） - ゲスト出演
- 舞台『滝口炎上』（2015年5月29日 - 30日、明治座） - 堀田正盛 役
- TOKYO七福神GEKIJO Speedy Shocking Surprised Live『七夕ジャンクション』（2015年7月8日 - 12日、博品館劇場）- 主演 蔦屋重三郎 役
- 『WATARoom SUMMER FESTIVAL』（2015年7月18日 - 20日、中野テアトルBONBON）
- キャットミント隊#8公演 『アガルタの花』（2015年7月22日 - 26日、俳優座劇場）
- エムキチビート企画公演『芥川龍之介 地獄変』（大阪：2015年8月29日 - 30日、一心寺シアター / 東京：9月2日 - 6日、サンモールスタジオ）- 主演
- 『人狼TLPTxPSYCHO-PASS〜INNOCENT MURDERER（無垢なる殺人者）〜』（2015年9月23日 - 10月4日、シアターサンモール）
- 舞台『新釈・ロクモンセン〜真田十勇士伝説〜』（2015年10月28日 - 11月3日、全労済ホール スペースゼロ） - 穴山小助 役
- VIVID CONTACT -re:born-（2016年1月8日 - 10日、中野ザ・ポケット） - ゲスト出演
- SHOW BY ROCK!! - 主演 クロウ 役
  - 『SHOW BY ROCK!! MUSICAL〜唱え家畜共ッ!深紅色の堕天革命黙示録ッ!!〜』（2016年2月11日 - 16日、Zeppブルーシアター六本木）
  - Live Musical『SHOW BY ROCK!!』〜THE FES Ⅱ-Thousand XVⅡ〜（2017年5月11日 - 13日、品川プリンスホテル ステラボール）
  - Live Musical『SHOW BY ROCK!!』-深淵のCrossAmbivalence-（2017年10月19日 - 29日、AiiA 2.5 Theater Tokyo）
  - Live Musical『SHOW BY ROCK!!』～THE FES 2018～（2018年6月26日・27日、Zepp DiverCity）
  - Live Musical『SHOW BY ROCK!!』―狂騒のBloodyLabyrinth―（2018年8月30日 - 9月17日、天王洲 銀河劇場 他）
- カナタ アナザー公演『カナタNEXT』（2016年2月27日 - 28日、LAST WALTZ）
- 朗読劇『超訳文学〜吾輩は猫である〜』（2016年3月19日 - 20日、中央区立日本橋公会堂）
- 『チェリーボーイズ』（2016年4月13日 - 17日、博品館劇場）- 主演 蜂須賀 役
- ミュージカル『魔界王子 devils and realist』（2016年6月1日 - 5日、全労済ホール スペース・ゼロ） - カミオ 役
- PUBLIC∴GARDEN!『ハッシャ・バイ』（大阪：2016年6月24日 - 26日、一心寺シアター / 東京：6月29日 - 7月3日、サンモールスタジオ）- 主演 男1 役
- 七夕ジャンクション〜昭和篇〜 『探偵遊戯と優しいウソ』（2016年8月3日 - 7日、博品館劇場）- 主演 蔦屋平九郎 役
- 『荒野のリア』（2016年9月14日 - 19日、吉祥寺シアター / 9月22日、長野市芸術館アクトスペース / 10月1日・2日、京都芸術劇場 春秋座 / 10月8日、長久手市文化の家 風のホール / 10月15日・16日、KAAT神奈川芸術劇場 大スタジオ） - 道化 / コーディリア 役
- 舞台『私のホストちゃん』 - 茶々彦 役
  - 舞台『私のホストちゃん REBORN』（東京：2017年1月11日 - 22日 / 大阪：1月28日 - 29日 / 愛知：2月1日 - 2日）
  - 舞台『私のホストちゃん REBORN〜絶唱！大阪ミナミ編〜』（東京：2018年1月19日 - 28日、サンシャイン劇場 / 愛知：1月31日 - 2月1日、東海市芸術劇場 / 広島：2月6日、上野学園ホール（広島県立文化芸術ホール）/ 大阪：2月10日 - 11日、サンケイホールブリーゼ）
  - 舞台『私のホストちゃん』THE LAST LIVE ～最後まで愛をナメんなよ！～（2020年1月30日 - 2月2日、日本青年館大ホール / 2月11日、名古屋市公会堂 / 2月14日 - 2月16日、NHK大阪ホール / 2月20日、チームスマイル 豊洲PIT）
- 舞台『増田こうすけ劇場 ギャグマンガ日和 〜奥の細道、地獄のランウェイ編〜』（2017年2月15日 - 21日、ラフォーレミュージアム原宿） - 堀部安兵衛 役[5]
- キティエンターテイメント×東映 PresentsSHATNER of WONDER #5『破壊ランナー』（2017年4月21日 - 30日、Zeppブルーシアター六本木） - キャデラック 役
- おん・すてーじ『真夜中の弥次さん喜多さん』双（ふたつ）（2017年6月21日 - 25日、全労済ホール スペース・ゼロ）
- キティエンターテインメント×東映 Presents SHATNER of WONDER #6『遠い夏のゴッホ』（2017年7月14日 - 23日、天王洲 銀河劇場 / 7月29日 - 30日、森ノ宮ピロティホール） -  ジンパチ 役
- イケメン戦国 THE STAGE - 伊達政宗 役
  - ～織田軍 VS ”海賊”毛利元就編～（2017年8月30日 - 9月3日、博品館劇場）
  - ～織田信長編～（2018年4月5日 - 4月9日、幸福ルート＆情熱ルート、シアター1010）
  - ～上杉謙信編～（2019年2月21日 - 24日、幸福ルート＆情熱ルート、サンシャイン劇場）
  - ～明智光秀編～（2020年9月4日 - 9日、EX THEATER ROPPONGI）
  - スペシャル 初夢！～ようこそ！くらぶ乱世へ～（2022年1月14日 - 16日、シアター1010）[6]
  - ～連合軍VS“戦乱の亡者”雑賀孫一編～（2022年8月18日 - 23日、ヒューリックホール東京）[7][8]
  - ～猿飛佐助編～（2022年11月12日 - 15日、渋谷区文化総合センター大和田 さくらホール）[9][10]
  - ～帰蝶編～（2023年4月21日 - 24日、渋谷区文化総合センター大和田 伝承ホール）[11]
- Zero Projectプロデュース2018 ミュージカル『新☆雪のプリンセス』（2018年2月21日 - 25日、新国立劇場 小劇場）- クリス 役
- エン＊ゲキ#03『ザ・池田屋！』（東京：2018年4月20日 - 30日、紀伊国屋ホール / 大阪：5月11日 - 13日、ABCホール）- 藤堂平助 役
- 『BOYS★TALK 第3弾』（2018年6月6日・11日、CBGKシブゲキ!!）- ソウちゃん 役
- 『DANDYS★TALK』（2018年6月12日 - 14日、CBGKシブゲキ!!）- ソウちゃん 役
- 『GRIEF7』（2018年7月26日 - 31日、俳優座劇場）- エディ・フクダ 役
- 朗読劇『青空』（2018年8月8日、三越劇場）- 小太郎 役
- 舞台『銀河英雄伝説 Die Neue These』 - アレックス・キャゼルヌ 役
  - 舞台『銀河英雄伝説 Die Neue These』（2018年10月25日 - 28日、Zepp DiverCity TOKYO）
  - 舞台『銀河英雄伝説 Die Neue These～第二章 それぞれの星～』（東京：2019年5月30日 - 6月2日、Zepp DiverCity / 大阪：6月8日 - 9日、Zepp Namba）[12]
  - 舞台『銀河英雄伝説 Die Neue These～第三章 嵐の前～』（東京：2019年10月24日 - 27日、Zepp DiverCity / 大阪：11月2日 - 3日、Zepp Namba）
- エムキチビート produce 音劇 vol.2『世界の終わりに君を乞う。』（2018年12月1日 - 9日、博品館劇場）- 車掌 役
- ライブ『アニドルカラーズ キュアステージ』（2019年1月12日 - 20日、シアターＧロッソ）- 司東真幸 役
- 舞台『SORAは青い』（2019年2月6日 - 10日、博品館劇場）- 主演 義経 役
- ALTAR BOYZ
  - ALTAR BOYZ 2019（2019年3月20日 - 4月7日、新宿FACE）- teamSPARK JUAN 役
  - ALTAR BOYZ 2019 スペシャル合同公演（2019年4月12日 - 14日、品川プリンスホテル ステラボール）- teamSPARK JUAN 役
  - ALTAR BOYZ（2021年4月9日 - 24日、新宿FACE） - Team SPARK[注 1][13]
  - ALTAR BOYZ 2025（2025年12月〈予定〉） - Team SPARK JUAN 役[14]
- UZR第三回本公演『彼は誰 時の桜』（2019年4月3日・6日）- 日替わりゲスト出演 警官 役
- 音楽劇『Zip & Candy』（2019年7月4日 - 14日、俳優座劇場）- ビン役
- 方南ぐみ企画公演　朗読劇『青空』（2019年8月9日 - 18日、三越劇場）※8月12日13時公演のみ
- 『GRIEF7』Sin#2（東京：2019年9月5日 - 9日、紀伊國屋ホール / 大阪：9月21日 - 24日、ABCホール）- 主演 エディ・フクダ 役
- ミュージカル『ハムレット』（2019年11月8日 - 18日、博品館劇場）- フォーティンブラス役
- 舞台『冒険者たちのホテル～ドラゴンクエストXに集いし仲間たち～』（2019年12月18日 - 26日、俳優座劇場）- 齊藤 役
- 「僕のヒーローアカデミア｣ The “Ultra” Stage - グラントリノ 役
  - 「僕のヒーローアカデミア」The “Ultra” Stage 本物の英雄（2020年3月6日 - 22日、品川プリンスホテル ステラボール / 3月27日、梅田芸術劇場 シアター・ドラマシティ）
  - 「僕のヒーローアカデミア｣ The “Ultra” Stage 本物の英雄 PLUS ULTRA ver.（2021年12月3日 - 12日、TOKYO DOME CITY HALL / 12月24日 - 26日、京都劇場）[15][注 2][16]
  - 「僕のヒーローアカデミア」The “Ultra” Stage 平和の象徴（2022年4月9日・10日、KAAT神奈川芸術劇場 ホール / 4月22日 - 24日、メルパルク大阪 ホール / 4月29日 - 5月8日、TOKYO DOME CITY HALL）[17]
- 『お魚は無呼吸でも死なない』（2020年9月30日・10月2日 - 4日、六本木トリコロールシアター）
- 舞台『黒の王』（2020年10月28日 - 11月1日、六行会ホール） - メフメト2世 役
- 舞台『苦闘のラブリーロバー』（2020年12月9日 - 13日、赤坂RED/THEATER） - 泥棒 役
- 舞台『剣が君-残桜の舞-』再演（2021年6月2日 - 6日、こくみん共済 coop ホール / スペース・ゼロ） - 松平辰影 役
- Being at home with Claude 〜クロードと一緒に〜（2021年7月3日 - 11日、東京芸術劇場 シアターウエスト） - 速記者 役[18]
- 舞台「勤人落語II」（2021年9月25日・26日、六行会ホール）[19]
- SAMBA NIGHT 2022（2022年5月24日 - 29日、博品館劇場）[20]
- 時間よ止まれ！（2022年6月9日 - 12日、ROCK JOINT GB）[21][22]
- エムキチビート『追想・地獄変』（2022年7月16日 - 24日、すみだパークシアター倉）[23]
- 舞台「屍の王」（2022年12月14日‐18日、六行会ホール）[24]
- 演劇ユニット☆宇宙食堂「ギャラクシー神楽」（2023年1月7日 - 9日、吉祥寺シアター）[25]
- 5BRAIN～脳・能・濃・悩・know?～「シンセキのにいちゃん」（2023年2月16日 - 26日、小劇場楽園）[26]
- 舞台『蒼穹の王』（2024年2月24日 - 28日、IMAホール）[27]
- 新歌舞伎座開場65周年記念 前川清 藤山直美（2024年6月1日 - 25日、新歌舞伎座）[28]
- Blue Spark Show 〜ALTAR BOYZ Team Sparkがダンス&ボーカル＆アクトで織りなす煌めきの夢GALAXY!!〜（2024年9月19日 - 22日、博品館劇場）[29]
- 舞台『黄昏の王』（2024年10月3日 - 6日、こくみん共済 coop ホール/スペース・ゼロ） - ウィリアム 役[30][31]
- @emotion presents Expression Vol.10 金『IKIZAMA』（2025年1月15日 - 19日、六行会ホール）[32]
- 朗読劇『文豪Letters』2025年2月公演（2025年2月21日、北とぴあ ドームホール）[33]
- 劇団ミュOp.3 ミュージカル『初恋 Sada Yacco: Japan's first actress』（2025年3月19日 - 31日、ウッディシアター中目黒）[34]
- 舞台『お蒸され男子！』（2025年4月23日 - 27日、新宿村LIVE） - 主演 芹沢寛治 役[35]
- 舞台『葬列の王』（2025年7月3日 - 6日、こくみん共済 coop ホール/スペース・ゼロ）[36]
- トレンディは突然に 2025 夏（2025年8月27日 - 9月1日〈予定〉、CBGKシブゲキ!!） - 主演 桜庭虹斗 役[37][38]
- SEPT fate to ReAnimation『Rebellion』（2025年10月3日 - 13日〈予定〉、こくみん共済 coop ホール/スペース・ゼロ）[39]

### 音楽LIVE
- ワンマンライブ「o-ing?-U」（2013年1月14日）
- アコースティックライブ（2013年4月29日、J-POP CAFE SHIBUYA Glasis）
- 「TK道」（出演：米原幸佑、井出卓也）（2013年10月6日、J-POP CAFE SHIBUYA Glasis）
- サカフェストーキョー年忘れホッとするカウントダウンLIVEっ!!（2013年12月31日、南青山月見る君想フ）
- アコースティクライブ おひとりさま（2014年3月31日、下北沢440）
- ヨースケ、コースケ アコースティックぶらり旅 ツアー（出演：サカノウエヨースケ・米原幸佑）

兵庫:2014年5月23日、尼崎 LIVE SHOT BLANTON
大阪:2014年5月24日、MAMBO CAFE
東京:2014年5月30日、中目黒oops/6月1日、渋谷LOOP annex
- ヨースケ・コースケ アコースティックぶらり旅ツアーDX!（出演：サカノウエヨースケ・米原幸佑）（2014年9月7日、原宿ASTRO HALL）
- MUSIC for LIFE SCHOOL @IID世田谷ものづくり学校（出演：サカノウエヨースケ・米原幸佑）（2014年10月19日、IID世田谷ものづくり学校）
- アコースティック&トークイベント「おひとりさまin大阪」（2014年12月13日、MANBO CAFÉ）
- ワンマンlive2014 君想フ（2014年12月15日、青山 月見ル君想フ）
- 米原幸佑30th birthday LIVE「10代」「20代」（2016年3月13日、原宿アストロホール)
- 米原幸佑 Birthday Live「Happy our time」（2018年3月18日1部･2部、新宿MARZ）
- 後藤健流 舞台生活20周年ステージ「CROSS ROAD」（2018年3月30日2部 Dance＆Live、渋谷RUIDO K2）- シークレットゲスト出演
- RSK presents.GROOVY ON Vol.3（2018年7月1日、東京 morph-tokyo）- ゲスト出演
- 米原幸佑ソロAcoustic live『CONNECT』（2018年11月4日第1部・第2部、下北沢SHELTER）
- MASH UP! presents『CLIE SONIC』（2019年2月6日13時公演・18時公演、渋谷ストリームホール）
- 米原幸佑BirthdayLive『気づけば遠く貴方』（2019年3月10日14:00公演・17:30公演、新宿MARZ）
- 米原幸佑ソロAcoustic live『connect』vol.2（京都：2019年4月28日昼・夜、紫明会館／下北沢：4月30日、風知空知）
- 米原幸佑Acoustic live connect3（2019年8月4日14時公演・17時30分公演、下北沢SHELTER）
- 米原幸佑ソロAcoustic live『econnect4』（2019年8月11日第一部・第二部、LOFT HEAVEN）

### イベント
- Ｓ.Ｈ.Ｂ(スペシャル.ハッピー.バースデー)?鉄砲玉の宴? ※デカレンジャーのＳ.Ｐ.Ｄとかけてみたよ＾＾（2011年8月16日、新宿ロフトプラスワン）※生配信あり
- 生男ch 番外合同公開放送～「女海賊ビアンカ」＆「CLUB　SLAZY」～（2013年10月26日、新宿ロフトプラスワン）※生配信あり
- 生男ch 番外公開放送～七夕ジャンクション～（2015年6月28日、新宿ロフトプラスワン）※生配信あり
- 米原単独
  - vol.1（2016年8月10日、新宿ロフトプラスワン）
  - vol.2（2016年10月18日、新宿ロフトプラスワン）
  - vol.3～誕生日SP～（2017年3月13日、新宿ロフトプラスワン）ゲスト：鎌苅健太
  - vol.4（2017年5月17日、新宿ロフトプラスワン）ゲスト：鎌苅健太
  - vol.5（2017年6月2日、新宿ロフトプラスワン）
  - vol.6（2017年9月6日、新宿ロフトプラスワン）
  - vol.7～クリスマスSP～（2017年12月25日、新宿ロフトプラスワン）ゲスト：永田彬
  - vol.8（2018年2月26日、新宿ロフトプラスワン）ゲスト：碕理人
  - vol.9（2018年5月21日、新宿ロフトプラスワン）
  - vol.10（2018年1月10日、新宿ロフトプラスワン）
  - vol.11（2018年7月13日、新宿ロフトプラスワン）飛び入りゲスト：三浦海里
  - vol.12（2018年8月14日、新宿ロフトプラスワン）
  - vol.13（2018年9月26日、新宿ロフトプラスワン）
  - vol.14（2018年11月15日、新宿ロフトプラスワン）
  - vol.15（2018年12月11日、新宿ロフトプラスワン）ゲスト：宮下雄也
  - vol.16（2019年1月10日、新宿ロフトプラスワン）
  - vol.17（2019年2月18日、新宿ロフトプラスワン）
  - vol.18（2019年3月25日、新宿ロフトプラスワン）
  - vol.19（2019年4月5日、新宿ロフトプラスワン）ゲスト：鎌苅健太
  - 大阪公演（2019年4月29日、新宿ロフトプラスワンウエスト）
  - vol.20（2019年5月10日、新宿ロフトプラスワン）
  - vol.21（2019年7月16日、新宿ロフトプラスワン）
  - vol.22（2019年8月16日、新宿ロフトプラスワン）
  - vol.23（2019年9月11日、新宿ロフトプラスワン）
  - vol.24（2019年11月22日、新宿ロフトプラスワン）ゲスト：出雲阿国
  - vol.25（2019年12月9日、新宿ロフトプラスワン）ゲスト：三浦香
  - vol.26（2020年4月21日、新宿ロフトプラスワン）
- おん・いべんと『真夜中の弥次さん喜多さん』ヒゲの宿（2017年6月11日、新宿ロフトプラスワン）
- Club SLAZY Extra invitation ～Malachite～
  - ユーロライブ店 ３８６勤労感謝祭 vol.5（2018年2月27日、渋谷 ユーロライブ）
  - 神戸・Harbor Studio店 ３８６勤労感謝祭 vol.5（2018年2月27日、神戸 Harbor Studio）
  - 福岡・Peace店 ３８６勤労感謝祭 vol.6（2018年5月6日、福岡 Peace）
  - 一橋ホール店 ３８６勤労感謝祭 vol.6（2018年5月6日一部・二部、東京 一橋ホール）
- 劇団ジャングル 第13幕（2018年6月30日1部･2部、福岡 北九州小倉・あるあるCity 地下1階イベントホール）
- RUN＆GUNトークイベント第1話『はい！米下彬です！』（2018年7月3日、新宿ロフトプラスワン）
- 『GRIEF7』公演直前イベント（2018年7月22日、HMV&BOOKS SHIBUYA）
- ヴィジュアルブック「theater of fairytale」発売記念イベントお渡し会（東京：2018年12月10日、ヴィレッジヴァンガード 渋谷店／大阪：2018年12月21日、ヴィレッジヴァンガード アメリカ村店）
- 『GRIEF7』CDリリース記念イベント ミニライブ＆トーク＆特典会（2019年1月29日、タワーレコード新宿店）
- KARAM SPECIAL 3DAYS～FAN MEETING～（2019年5月8日、ラパン・エ・アロ）※2部公演ゲスト出演
- 米原幸佑1st写真集『L～if～E』発売イベント
  - 先行発売イベント（2019年5月12日12時公演・17時公演、赤坂シュビア シーブルー）
  - 米原単独 番外編 お渡し会イベント付き（2019年6月3日、ヨシモト∞ドーム ステージⅠ）
  - in大阪（2019年6月10日、エンターテイメントスペースBLOCK）
- ドラマCD『マジック消しゴム創世記』発売お渡し会イベント（2019年7月1日、東京ガーデンパレス in　ホワイトパレス）
- 『GRIEF7』Sin＃2公演直前イベント（2019年9月1日、LOFT9）

### ウェブ
- アンティノスてれび!?（2003年5月22日・7月17日）
- ひかり荘（2005年12月26日 - 2007年10月28日、casTY）
- ヨシモト∞（2006年3月26日 - 2007年4月1日・12月14日、Y∞Y動画/GyaO/ヨシモトファンダンゴTV）
- とりあえず生中(三杯目)（2010年9月13日、ニコニコ動画）
- おとちぇき!（2011年1月11日、ニコニコ動画）
- 人気グループ!RUN&GUNとニコニコ電話（2011年1月26日、ニコニコ動画）
- ミュージックニコ電★ココア男。とニコニコ電話（2011年2月10日、ニコニコ動画）
- コカ・コーラ Presents ココア男。★ハッピーバレンタインLIVE生中継（2011年2月13日、ニコニコ動画）
- ココア男。に愛の告白★バレンタイン ニコ電（2011年2月14日、ニコニコ動画）
- ミュージックニコ電☆ココア男。×無限男子とニコニコ電話（2011年3月17日、ニコニコ動画）
- 「MEN-tertainment〜メンタメ2011〜」開催決定記念記者発表の様子を生中継！（2011年4月24日、ニコニコ動画）
- ココア男。の俺たち、メンタメ男。（2011年4月 - 6月、ニコニコ動画）
- S.H.B（スペシャル.ハッピー.バースデー） 〜鉄砲玉の宴〜 ※デカレンジャーのS.P.Dとかけてみたよ^^（2011年8月16日、ニコニコ動画）
- a-nation for Life 東京公演 "a-park STAGE" 生中継 2日目（2011年8月28日、ニコニコ動画/USTREAM）
- 【昼公演】劇場型エンターテイメント『MEN-tertainment』大阪公演を生中継!（2011年9月18日、ニコニコ動画）
- 【夜公演】劇場型エンターテイメント『MEN-tertainment』大阪公演を生中継!（2011年9月18日、ニコニコ動画）
- よしログ（2011年11月30日、GYAO!）
- 『ニコ&RUN』（2013年11月 - 2018年3月、ニコニコ動画）
- 滝口幸広&米原幸佑（or宮下雄也）の『花の!85年組!』（2015年10月 - 2017年7月、ニコニコ動画） ※第三回の放送で初登場
- Live Musical「SHOW BY ROCK!!」しょばみゅTV（2018年3月27日、SHOWROOM）
- イケメン戦国THE STAGE」稽古場スペシャル生トークのLINE LIVE（2018年3月23日、LINE LIVE）
- 【#44】番外編 舞台ザ・池田屋出演者全員集合！（2018年4月14日、LINE LIVE）
- Live Musical「SHOW BY ROCK!!」しょばみゅTV（2018年6月28日、SHOWROOM）
- ブギウギ★Night #111（2018年6月4日、ニコニコ動画）- ゲスト出演
- 『What's 2.5D？』「すっぴんキャスト」（2018年7月25日、GYAO!）-ゲスト出演
- キャストサイズニュース 第98回（2018年7月18日、ニコニコ動画）-ゲスト出演
- 『ハンサム落語 第十幕』大阪千秋楽ソワレ生配信（2018年11月18日、FRESH LIVE）
- キャストサイズチャンネル『お好きにビクトリー』（2019年1月30日、ニコニコ動画）- ゲスト出演
- 『SORAは青い』本番直前ツイキャス（2019年2月2日、ツイキャス）
- 犬ドキッ！番外編（2019年3月9日、AbemaTV）- ゲスト出演
- ALTAR BOYZ×ONSTAGEアフタートーク（2019年3月23日・24日、ONSTAGE）
- キャストサイズチャンネル『平野良のおもいッきり木曜日』第五十一夜（2019年7月25日、ニコニコ動画）
- 井出卓也チャンネル『すのもの』第3回（2019年8月17日、ニコニコ動画）- ゲスト出演
- キャストサイズチャンネル『GRIEF 7 Sin #2 』本番直前特別番組（2019年8月23日、ニコニコ動画）
- 犬ドキッ！番外編（2019年11月2日、abemaTV）- ゲスト出演
- 『ミュージカル ハムレット』直前ニコ生ＳＰ（2019年11月4日、ニコニコ動画）
- 鎌苅健太×加藤和樹 4KRadio#48『MC争奪！４K KOU白歌合戦』（2019年12月30日、ニコニコ動画）

- PUBLIC∴GARDEN! オンラインリーディング公演「読『芥川龍之介 地獄変』」（2020年5月16日 - 17日・22日 - 24日、ZOOM THEATER）
- PUBLIC∴GARDEN! オンラインリーディング公演 vol.2「ピアニシモ」（2020年6月13日／6月20日 - 21日、ZOOM THEATER） - 透（20日）、ヒカル（21日）役
- PUBLIC∴GARDEN! オンラインリーディング公演 vol.3「銀河鉄道の夜」（2020年7月5日・7日、ZOOM THEATER） - カンパネルラ 役
- 朗読劇「星降る街」（2020年7月13日、OPENREC.tv） - 和彦 役
- うち劇「SHOWDOWN」（2020年7月19日、SPWN）
- PUBLIC∴GARDEN! オンラインリーディング公演 vol.4「トランス」（2020年7月31日 - 8月1日、ZOOM THEATER） - 立原雅人と呼ばれる人物（フリーのライター）役
- リモートシアター『ムカウミライ』（2020年8月22日 - 23日、ファンキャス） - ディー（22日）、艦長（23日）役
- 『お魚は無呼吸でも死なない』（2020年10月31日・11月7日・11月21日、Confetti Streaming Theater）
- 『THE INSTANT』（2020年10月24日 - 25日、PIA LIVE STREAM）
- 朗読劇『Candle Story』（2020年12月15日・17日 - 18日・20日、OPENREC.tv） - 純平 役

### ラジオ
- pop up inc.（FM大阪）
- RUN&GUNのランランガンガン大集GO!（東北放送）
- オレたちもっとやってま〜す（MBSラジオ）
- tre-sen（2010年9月3日、FMヨコハマ）
- SUNNYSIDE BALCONY（2010年9月16日、αステーション）
- MUSIC COASTER（2010年9月16日、FM大阪）
- 土曜日レディ（2010年10月2日、NHK-FM）
- 脳misoknow!（2011年4月24日、bayfm）
- 脳misoknow!（2011年5月1日、bayfm）
- RADIO DRAGON（2011年5月30日、TOKYO FM）
- 5up よしもと ガチモリ（2011年6月30日、ラジオ大阪）
- happiness!!（2011年7月28日、FM大阪）
- tre-sen（2011年8月5日、FMヨコハマ）
- 5up よしもと ガチモリ（2011年8月8日、ラジオ大阪）
- ラジオよしもと むっちゃ元気スーパー!（2011年8月9日、ラジオ大阪）
- K-WEST ENTAME GENERATION（2011年8月24日、bayfm）
- 所沢航空記念公園 presents HITS! THE TOWN SPECIAL（2011年10月1日、NACK5）
- あつまれ!MUSIC COASTER（2011年12月6日、FM大阪）
- 5up よしもと ガチモリ（2011年12月6日、ラジオ大阪）
- ONCE（2012年1月10日、JFN）
- イケメン戦国 ガチらじお～今夜は聴くまで離さない～（2019年4月19日・25日、ラジオ大阪）- ゲスト出演

### ウェブラジオ
- RUN&GUN Podcast「RUN&GUN SPOT」（2009年2月 - 不定期配信中、RUN&GUN公式サイト）

## 作品

### シングル
RUN&GUNの全シングルに参加
ココア男。の全シングルに参加
ヨースケコースケの全シングルに参加
メンタメ・オールスターズ
- 笑顔のために（2011年6月22日発売）

米原幸佑 個人名義
- I love youで(2013年12月25日配信）
- sky high（2013年12月25日配信）
- 約束（2014年8月13日配信）
- darling（2014年8月20日配信）
- アードウルフ（2014年11月26日配信）
- 気づけば遠く貴方（2019年5月13日発売）※書籍1st写真集『L～if～E』付属

### アルバム
RUN&GUNの全アルバムに参加
ココア男。の全アルバムに参加
ヨースケコースケの全アルバムに参加

#### 舞台
- ミュージカル『エア・ギア』（2007年4月25日発売）
- ミュージカル『エア・ギア』Chara & Team Vocal 1 Team 小烏丸 VS Team BACCHUS（2007年4月25日発売）
- ミュージカル『エア・ギア』vs. BACCHUS Super Range Remix（2007年8月1日発売）
- DUST（2009年4月1日発売）
- GRIEF7 CD（2019年1月30日発売）

#### 米原幸佑 個人名義
- こどものうた〜ドンスカパンパンおうえんだん〜（2009年6月24日発売）
- TOWER KIDS こどものうた ベストヒット![Limited Edition] （2009年7月22日発売）
- 2009 はっぴょう会4 侍戦隊シンケンジャー（2009年8月5日発売）
- こどものうた 111スペシャル!（2009年11月18日発売）
- 2010 うんどう会3 〜キッズたいそう〜 ライオンほえる（2010年3月3日発売）

### ドラマCD
- マジック消しゴム 創世記（2019年7月発売）

### VHS
- “BLUE JOURNEY” the another story of ROUTE58 Featuring RUN&GUN（2003年5月2日発売）
- memory of voyage（2003年8月6日発売）

### DVD

#### 音楽
- Alley-oop（2002年9月19日発売）※RUN&GUN
- memory of voyage（2003年8月6日発売）※RUN&GUN
- SUMMER TOUR 03 -BLUE JOURNEY- 8.20 SHIBUYA AX（2004年3月3日発売）※RUN&GUN
- MEN-tertainment〜メンタメ 2011〜（2011年9月7日発売）※ソロ

#### バラエティ
- MOTEL〜欲しがる男女のモテ学〜 DVD-BOX（2011年10月5日発売）※ココア男。

#### 映画
- THE3名様（2006年発売）
- The かぼちゃワイン Another（2007年10月26日発売）
- CASINO2（2008年7月25日発売）
- ヘヴンズ・ロック 〜Heaven's Rock〜（2010年10月20日発売）
- メイキングオブ「どうしても触れたくない」想いが触れる瞬間(2014年4月16日発売）
- 映画『どうしても触れたくない』(2014年9月17日発売）

#### 舞台
- ミュージカル『エア・ギア』（2007年5月1日発売）
- ミュージカル『エア・ギア』vs. BACCHUS Super Range Remix（2007年8月25日発売）
- RUN&GUN Stage「ブルーシーツ」（2008年4月23日発売）
- RUN&GUN Stage「YooSoRo!〜日本を変えたヤツらを変えたヤツら〜」（2009年2月11日発売）
- 舞台版「DUST」（2009年4月1日）
- 恋人は透明人間（2009年10月23日発売）
- RUN&GUN Stage「僕等のチカラで世界があと何回救えたか」（2010年6月30日発売）
- ミュージカル『エア・ギア』vs. BACCHUS Top Gear Remix（2010年7月15日発売）
- 『マグダラなマリア』〜マリアさんの夢は夜とかに開く!魔愚堕裸屋、ついに開店〜（2010年11月26日発売）
- 『マグダラなマリア』〜魔愚堕裸屋・恋のカラ騒ぎ〜（2012年3月21日発売）
- Zero Projectプロデュース2018 ミュージカル『新☆雪のプリンセス』（2018年7月30日発売）
- Live Musical『SHOW BY ROCK!!』―狂騒のBloodyLabyrinth―（2019年1月16日発売）
- 舞台『銀河英雄伝説 Die Neue These』（2019年3月13日発売）
- 舞台『SORAは青い』（2019年5月30日発売）

### 書籍・雑誌
- フライングメロン（2007年4月24日発売、講談社） ISBN 978-4062140263 ※上山竜司と共著
- TEAM!チーム男子を語ろう朝まで!（2008年2月20日発売、太田出版） ISBN 978-4778311056
- 働くMen's写真集　Work-ish（2008年3月27日発売、幻冬舎） ISBN 978-4344812765
- 今夜ウォッカが滴る肉体（2009年3月28日発売、講談社） ISBN 978-4062151283 ※望月佑 名義での著書
- ヘヴンズ・ロック 〜Heaven's Rock〜 公式フォトブック（2010年8月26日発売、学研パブリッシング） ISBN 978-4054046825
- 失恋男子2-シツレンバナシ-（2018年2月14日発売）
- えんぶ8月号（2019年7月9日発売）※『GRIEF7』インタビュー
- 月刊ミュージカル 7・8月号（2018年7月5日発売）※『GRIEF7』インタビュー
- 読売新聞 夕刊 popstyle『2.5次元のトビラ』（2018年8月8日）※Live Musical『SHOW BY ROCK!!』インタビュー
- 『yom yom』vol.52『そして、僕たちは舞台に立っている。 連続企画第4回』（2018年9月21日発売）※Kindle版あり
- ヴィジュアルブック「theater of fairytale」第2弾　ピノキオの章（2018年12月10日発売）
- カンフェティ1月号(2018年12月3日発刊)※『MASH UP! presents　CLIE SONIC』インタビュー
- えんぶ 6月号（2019年5月9日発売）※舞台『銀河英雄伝』インタビュー
- 米原幸佑1st写真集『L～if～E』（2019年5月13日発売）
- カンフェティvol.175 2019年7月号（2019年6月3日）